# Corse (aldeia)
Corse (em armênio: Հորս; romaniz.: Hors) é uma aldeia do município de Eleguis, da província de Vaiose Zor, na Armênia. De acordo com o censo de 2011, havia 321 habitantes.

## Geografia
Corse está situada na margem direita do rio Corse, 6-7 quilômetros a noroeste da confluência dos rios Selim e Eleguis, a cerca de 14 quilômetros da aldeia de Eleguis. Em termos de infraestrutura, tem uma escola primária, uma biblioteca, um cinema, um jardim de infância e um centro médico. Subsiste de pecuária, viticultura e cultivo de tabaco.

## História
Corse corresponde à vila histórica de Horque, cujas ruínas estão espalhadas por uma grande área. Uma igreja em ruínas, um grande cemitério com um cachecar dos séculos XIII e XIV e os restos de um edifício de tijolos foram preservados dentro e ao redor da vila. O palácio (portão) do príncipe (iscano) César Orbeliano é considerado o mais antigo. Em 1831, 1897, 1926, 1939, 1959, 1970 e 1979, respectivamente, tinha 219, 1 136, 551, 938, 649, 607 e 474 habitantes.